# Pinto Rimba (Peudada)
Pinto Rimba is een bestuurslaag in het regentschap Bireuen van de provincie Atjeh, Indonesië. Pinto Rimba telt 183 inwoners (volkstelling 2010).